# Dorfkirche Rahnsdorf

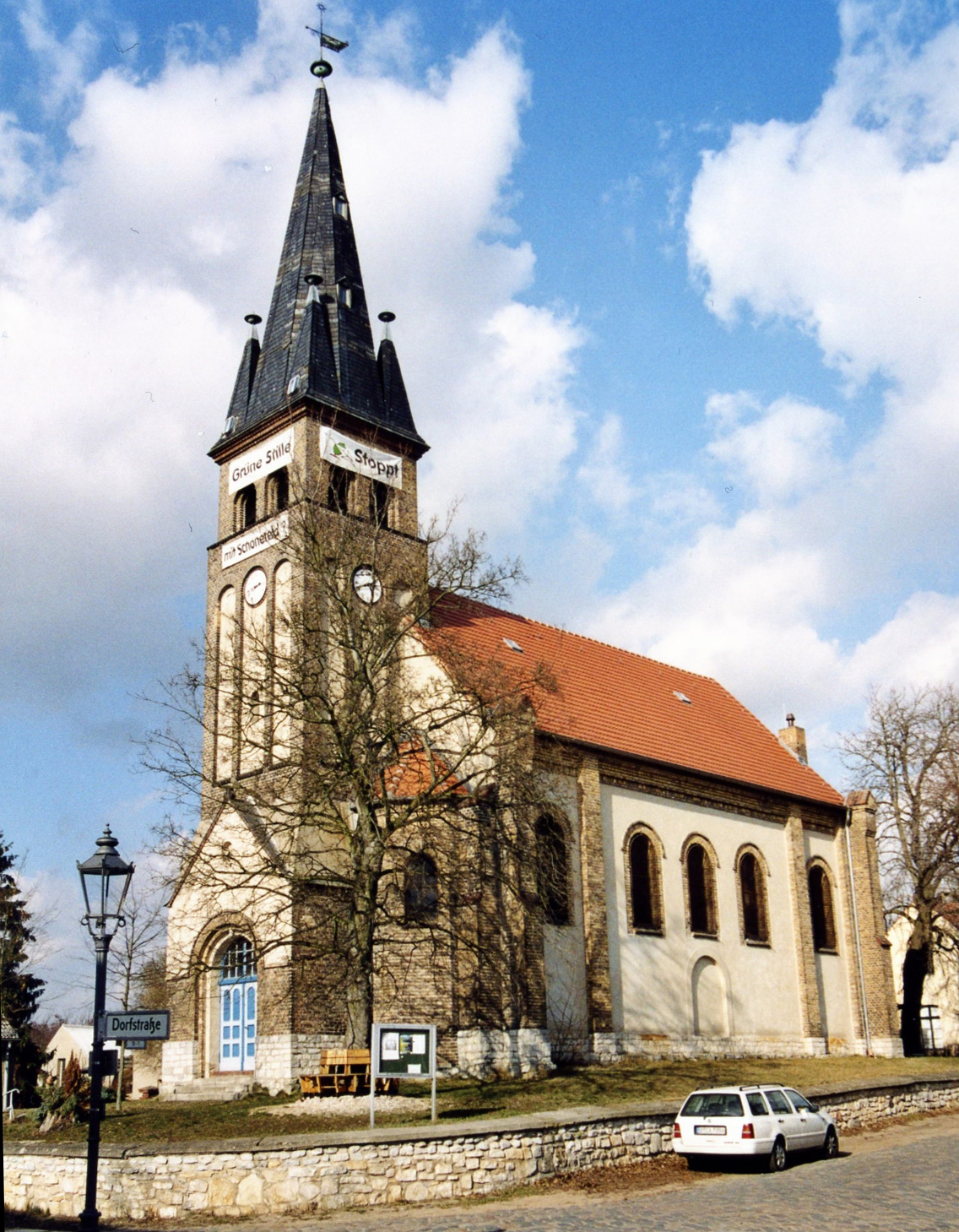
Dorfkirche Rahnsdorf

Die evangelische Dorfkirche Rahnsdorf, 1886/1888 nach Plänen des Königlichen Baurats Friedrich Adler und des preußischen Kreisbauinspektors Friedrich Wilhelm Koppen errichtet, befindet sich im Berliner Ortsteil Rahnsdorf des Bezirks Treptow-Köpenick. Sie entstand im Rundbogenstil der späten Schinkelschule und ist eine der über 50 Dorfkirchen in Berlin. Das Angerdorf steht mit Kirche und Schule unter Denkmalschutz.

## Lage und Geschichte
Das Kirchengebäude steht auf dem höchsten Punkt des auf einer Düne liegenden Angers des bis 1920 selbstständigen Dorfes. Die ursprüngliche Ortsform war die eines (slawischen) Sackgassendorfs. Erstmals wurde Rahnsdorf 1375 im Landbuch Karls IV. urkundlich als Radenstorf erwähnt. In dem an der Müggelspree gelegenen Fischerdorf wurde im Jahr 1541 eine Visitation durchgeführt und protokolliert, dass es noch keine Kirche gab. 1589 scheint erstmals in schriftlichen Quellen ein Sakralbau auf. Auf einer Handskizze von etwa 1660/1670 ist erstmals eine Kirche eingezeichnet. Im Jahr 1691 schenkte Kurfürst Friedrich III. den Rahnsdorfern Bausteine und Dachziegel für einen Neubau. 1728 wurde diese im Barockstil errichtete Kirche durch den Patron des Dorfes, Samuel von Marschall, repariert. Um 1698 wurde das Haus für den Küster erbaut, später um den Schulraum erweitert. Kirche und Küsterhaus wurden beim Dorfbrand am 12. August 1872 vernichtet. Bis 1877 diente der Kirchplatz als Friedhof.
Eine neue, die heutige Kirche, wurde um 1881 entworfen. Die Grundsteinlegung fand am 22. August 1886 statt; am 9. Juli 1887 feiert die Kirchengemeinde Richtfest. Am 22. April 1888 wurde das Geläut montiert; vier Tage später die Orgel. Die Kirchweihe feierte die Gemeinde am 11. Juni 1888 im Beisein des Generalsuperintendenten Brückner. 1910 erhielt das Bauwerk seine Turmuhr, hergestellt in der Berliner Großuhrenfabrik C. F. Rochlitz. 1925 fanden umfangreiche Umbauten innen und außen statt, die teilweise in den Jahren 1961–1963 bei Renovierungen wieder zurückgebaut wurden. Unter der Leitung des Stadtoberarchitekten Globig wurde der Südeingang zugemauert und ein neuer Zugang an der Apsis geschaffen. Er ließ weiterhin die Kanzel austauschen und eine expressionistische Ausmalung vornehmen. 1934 erhielt das Bauwerk eine elektrische Heizung, die schon ein Jahr später im Zuge einer Erneuerung der Elektrik gegen eine Gasheizung getauscht wurde. Im Zweiten Weltkrieg wurden die Fenster des Bauwerks zerstört; sie konnten in den Jahren 1950 und 1951 ausgetauscht werden. 1962 restaurierte eine Fachfirma den Altar; 1965 reparierten Handwerker die Turmuhr. Seit 1982 steht die Kirche unter Denkmalschutz. 1985–1987 wurde das Äußere des Gebäudes erneuert; dabei fand man in der Turmkugel Dokumente und Münzen aus dem Baujahr 1887, die zusammen mit neueren Zeitzeugnissen wieder in die Kugel gelegt wurden. Zur Sicherung erhielt das Gelände um die Kirche eine neue 120 m lange Stützmauer.
Nach der politischen Wende wurde 1997 das Dach erneuert und mit roten Ziegeln neu gedeckt. Die historische Dinse-Orgel wurde von der Potsdamer Orgelbaufirma Alexander Schuke gereinigt und nachintoniert. 1998 ergab ein Gutachten eine Schadstoffbelastung durch Holzschutzmittel, die zu einer Schließung der Kirche von Oktober 1998 bis April 1999 führten. Anschließend wurde die Holzdecke im Kirchenschiff erneuert; 2002 die Glockenanlage repariert. 2004 sanierte die Kirchengemeinde den oberen Teil des Kirchturms und ließ ihn neu mit Schiefer eindecken; 2005 folgte das Kirchendach. Maler führten in den Jahren 2006 und 2007 Arbeiten im Innenraum durch. Gleichzeitig reparierten Handwerker die Bänke und Podeste. Der äußere Turmschaft wurde in den Jahren 2009 und 2010 gemeinsam mit der östlichen Giebelwand saniert. Im Jahr 2011 erfolgte eine umfangreiche Restaurierung der Orgel durch die Mitteldeutsche Orgelbau A. Vogt, die auch die Rückführung auf den Originalzustand von 1888 einschloss. Der innere Turmschaft wurde 2012 saniert.

## Baubeschreibung
Die Saalkirche ist ein einschiffiger Bau des Historismus aus gelben Rüdersdorfer Backsteinen, mit romanisierenden und gotisierenden Elementen. Sie hat einen polygonalen Chor und einen Westturm auf quadratischem Grundriss. Der Sockel besteht aus Rüdersdorfer Kalkstein. Die gliedernden Teile des darüber liegenden verputzten Mauerwerksbaus, also die Einfassungen der Bogenfenster, die Lisenen und das Hauptgesims unter der Dachtraufe sind mit rotbraunen Ziegeln gestaltet, ebenso die Strebepfeiler. Der Turmschaft des Glockenturms besteht aus drei Geschossen. Das zweite Geschoss ist mit rundbogigen Blenden gegliedert. Hinter den Arkaden des obersten Geschosses befindet sich die Glockenstube, in der zwei Gussstahlglocken hängen, die 1888 vom Bochumer Verein gegossen wurden. Sie wiegen 350 bzw. 200 kg und schlagen in den Tönen d–f. Die Turmuhr, gestiftet von dem Rahnsdorfer Mühlenbesitzer Martin, wurde 1910 eingebaut. Das mechanische Uhrwerk wird wöchentlich aufgezogen. Der oktogonale, spitze schiefergedeckte Helm wird von vier Ecktürmchen flankiert. Die Wetterfahne trägt die Jahreszahl 1887, sie zeigt einen Fisch und einen Stern.

## Architektur und Ausstattung

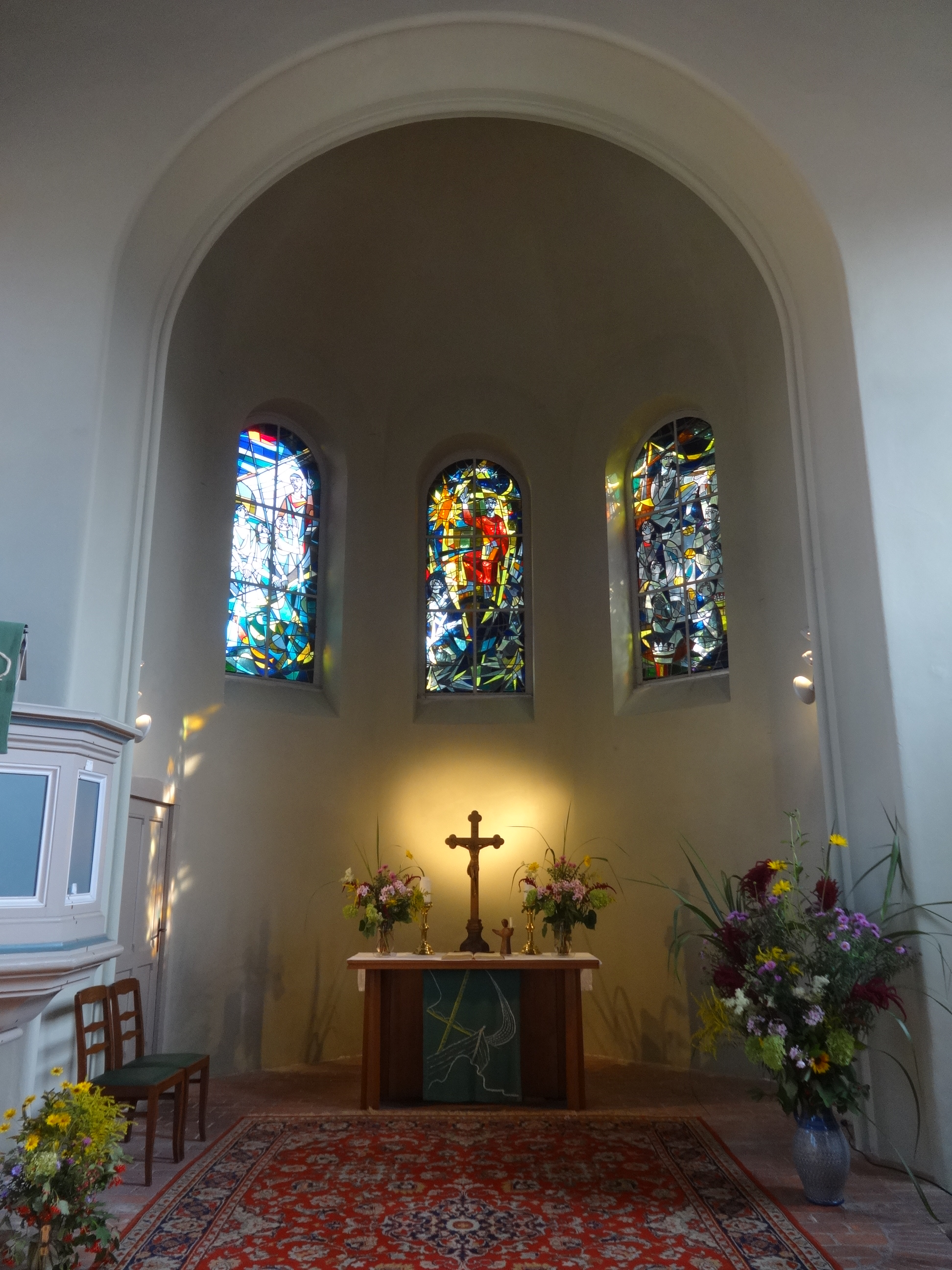
Blick in die Apsis

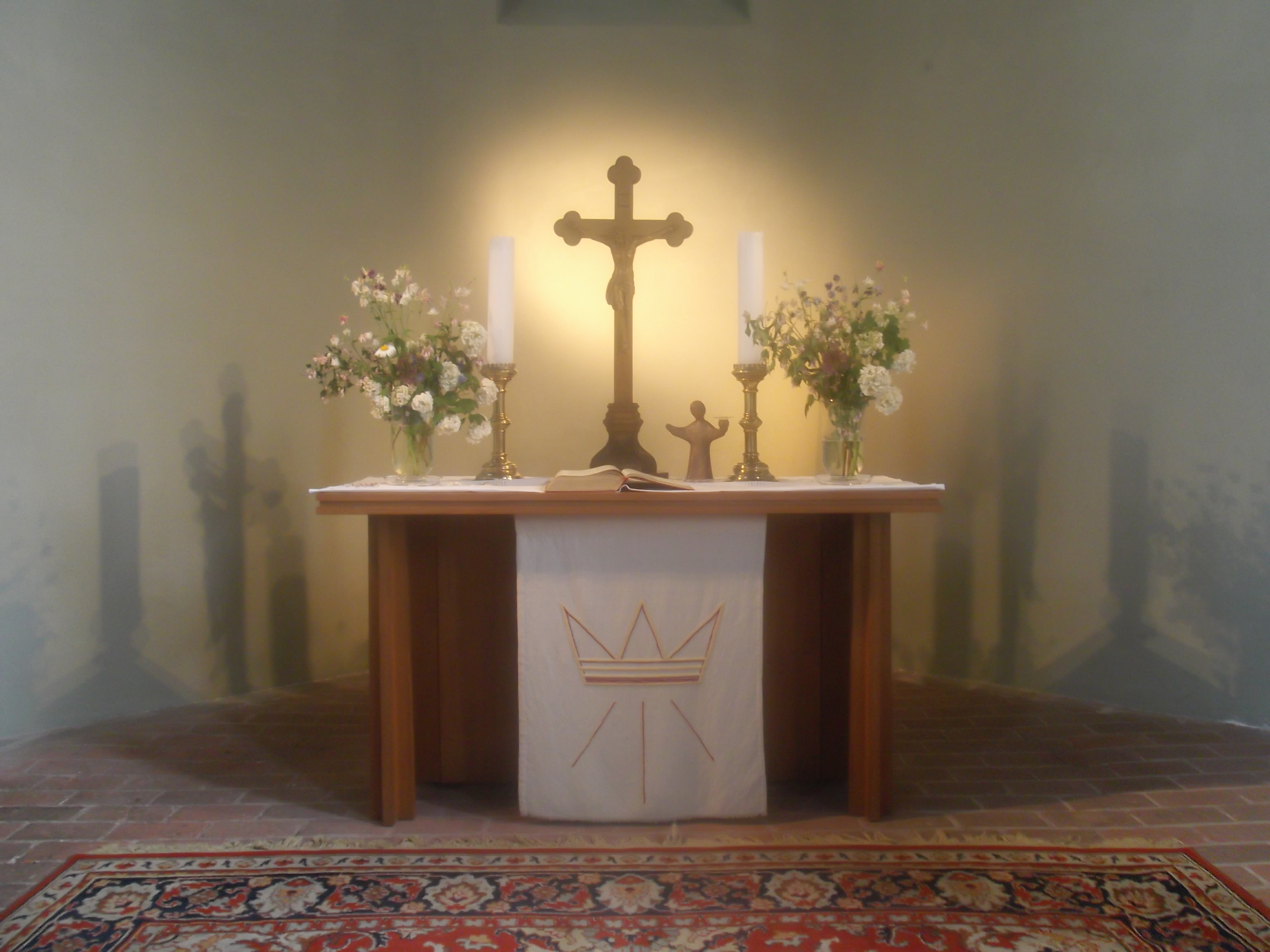
Altar

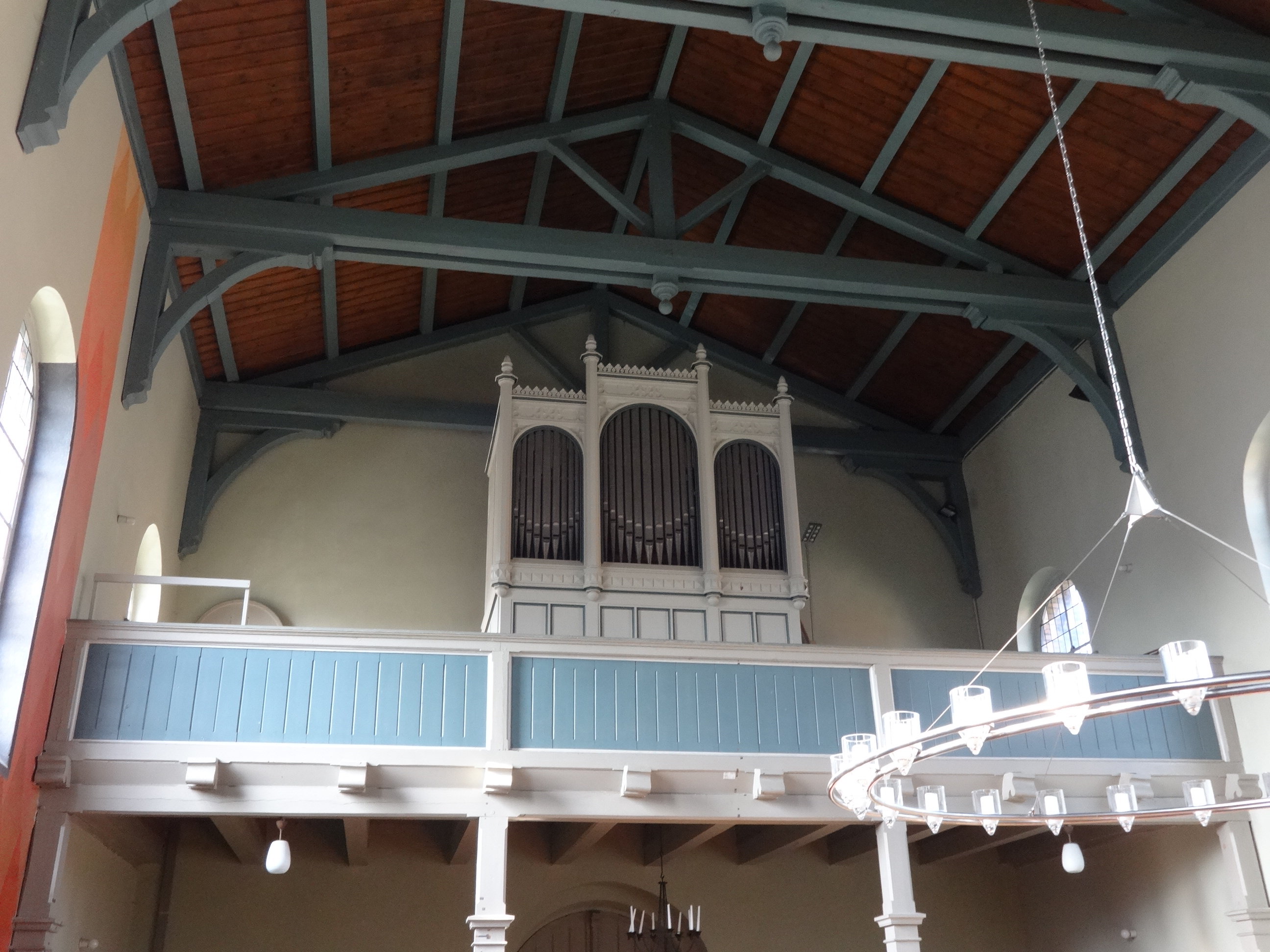
Dinse-Orgel

Das Kirchenschiff besitzt eine Westempore.
Aus dem 16. und 18. Jahrhundert stammen zwei Kelche, die aus Silber gefertigt wurden und vergoldet sind, dazu eine Zinn-Patene.
Mitte des 19. Jahrhunderts entstand das Kruzifix aus Gusseisen.
Das Taufbecken wurde 1887 gefertigt, die hölzerne Kanzel stammt aus dem Jahr 1925.
Die Chorfenster mussten nach dem Ende des Zweiten Weltkriegs neu gefertigt werden. Sie entstanden 1960–1962 nach Entwürfen von Lothar Mannewitz. Auf der linken Seite ist der Fischzug Petri aus dem Evangelium nach Lukas (Lukas 5,3–11 ), in der Mitte Jesus Christus aus der Offenbarung des Johannes (Joh 4,2–11 ) und rechts der Auferstandene beim Mahl mit den Jüngern am See aus dem Evangelium nach Johannes (Joh 21,4–14 ) zu sehen.
Die Kerzenleuchter am Gestühl sowie der Kerzenkronleuchter sind Entwürfe und Geschenk des Architekten Robert Wischer.
Die Orgel wurde 1888 in der Werkstatt der Gebrüder Dinse gebaut und mehrfach technisch überholt. Das Instrument ist eines der wenigen noch erhaltenen Orgeln mit mechanischer Traktur. Sie befindet sich jetzt wieder im Originalzustand von 1888. Sie kommt außer zu Gottesdiensten auch bei Kirchenkonzerten zum Einsatz.
Orgeldisposition
| Manual C–f''' |                               |
| Gedackt       | 8′                            |
| Principal     | 8′                            |
| Octave        | 4′                            |
| Octave        | 2′                            |
| Quinte        | 2 ⁄3′ (ursprünglich Gambe 8′) |
| Mixtur 3-fach |                               |
| Calcant       |                               |

| Pedal C–d' |                               |
| Choralbass | 04′ 0(ursprünglich Violon 8′) |
| Subbass    | 16′                           |

Koppeln: Pedal